# هیدیوکی ایماکورا
هیدیوکی ایماکورا (انگلیسی: Hideyuki Imakura؛ زادهٔ ۳ ژوئن ۱۹۷۲) بازیکن فوتبال اهل ژاپن است.
از باشگاه‌هایی که در آن بازی کرده‌است می‌توان به باشگاه فوتبال اوراوا رد دیاموندز اشاره کرد.